# Powergame
Powergame  ist eine deutsche Heavy-Metal-Band aus Bielefeld.

## Geschichte
Die Band wurde im Jahre 2012 vom Sänger und Gitarristen Matthias „Mätty“ Weiner gegründet. Die Band benannte sich nach einem Lied der Band Tokyo Blade. Komplettiert wurde die erste Besetzung durch den Gitarristen Tobias Hoppe, den Bassisten Marc Zimmermann und den Schlagzeuger Marco Hilbrink. Die Mitglieder sind bzw. waren noch in den Bands Lost World Order, Vyre und Eïs aktiv. Ein Jahr später veröffentlichte die Band das Demo Raw Heavy Metal, bevor im September 2015 das Debütalbum Beast on the Attack in Eigenregie veröffentlicht wurde. Nach der Veröffentlichung verließ Tobias Hoppe die Band.
Die jeweiligen Ersatzmänner gehörten nur kurzzeitig Powergame an, bevor Hoppe 2016 zurückkehrte. Auch Bassist Marc Zimmermann verließ für kurze Zeit die Band, während Schlagzeuger Marco Hilbrink die Band ganz verließ. Ende Dezember 2017 begann die Band  im Soundlodge Studio mit dem Produzenten Jörg Uken mit den Aufnahmen zum zweiten Studioalbum Masquerade, das ursprünglich als EP gedacht war. Kurzerhand übernahmen Klaus-Gerald Fedeler und Jörg Uken den Posten des Schlagzeugers. Masquerade erschien am 18. Januar 2019. Das Album enthält eine Coverversion des Scorpions-Liedes Blackout.
Am 12. Februar 2021 veröffentlichten Powergame die EP The Lockdown Tapes. Die EP enthält eine Coverversion des Tank-Liedes Shellshock, bei der Jarvis Leatherby von der Band Night Demon als Gastsänger auftritt. Das Album Slaying Gods erschien 2022 bei Iron Shield Records.
Seit Ende 2024 ist Marc „Para“ Hohlweck, Frontmann der Power-Metal-Band Torian, als Sänger Teil der Band.

## Stil
Laut Sänger Matthias „Matty“ Weiner sind Powergame stark von der New Wave of British Heavy Metal beeinflusst. Als Hauptinspiration nennt Weiner Bands wie Judas Priest, Iron Maiden, Tank, Raven, Angel Witch und Running Wild.

## Trennung von Marc-Philipp L.
Ende April 2025 trennte sich die Band von ihrem Gitarristen Marc-Philipp L., nachdem die Band einen Hinweis erhalten hatte, dass dieser auf dem Videoportal YouTube die Kanäle „Clownswelt“ und „KetzerKirche“ betreibe. Die beiden YouTube-Kanäle sowie die Zugehörigkeit des Kanalinhabers zur Band Powergame wurden am 9. Mai 2025 in einer Sendung des ZDF Magazin Royale und in einem Artikel von Die Zeit thematisiert, die im Vorfeld ihrer Veröffentlichungen entsprechende Recherchen angestellt hatten, um Marc-Philipp L. als Kanalinhaber von Clownswelt und Ketzerkirche zu deanonymisieren. Das ZDF Magazin Royale sowie die Zeit warfen den Kanälen bzw. dem Inhaber Marc-Philipp L. die Verbreitung rechtsextremer bzw. rechtspopulistischer Inhalte vor. Im Zusammenhang mit der Berichterstattung erlangte Powergame größere Bekanntheit. In einem längeren Statement bekräftigte die Band ihre Haltung und begründete die Trennung von L. mit unüberwindlichen politischen Differenzen aufgrund der rechten Einstellung von L. sowie seiner Nähe zur Alternative für Deutschland (AfD). Des Weiteren gebe es einen massiven Vertrauensverlust, da L. seine Tätigkeit jahrelang bewusst verschwiegen habe. Zugleich berichteten die Mitglieder von einer Kampagne gegen die Band, für die sie rechte Kreise verantwortlich machten.

## Diskografie

### Alben
- 2015: Beast on the Attack (Selbstveröffentlichung)
- 2019: Masquerade (Fucking Kill Records)
- 2022: Slaying Gods (Iron Shield Records)

### Sonstiges
- 2013: Raw Heavy Metal (Demo)
- 2021: The Lockdown Tapes (EP)